# マリスカル・スクレ国際空港
マリスカル・スクレ国際空港（スペイン語: Aeropuerto Internacional Mariscal Sucre、英語: Mariscal Sucre International Airport）は、エクアドルの首都であるキト近郊（キト郡内）にある国際空港。エクアドル独立の貢献者で、初代ボリビア大統領であるアントニオ・ホセ・デ・スクレにちなんで名付けられている。

## 概要
18km西にあった同名の空港に代わり、2013年2月20日に開港した。旧空港は1960年に開港し、50年余りにわたって使用されていたが、新たな空港が開港する前日の2月19日をもって閉鎖された。新たな空港は「新キト国際空港」「キト国際空港」（スペイン語：Aeropuerto Internacional de Quito）とも呼ばれている。

## 就航路線
| 航空会社                    | 就航地 |
| --------------------------- | --- |
| アビアンカ・エクアドル      | バルトラ、コカ、クエンカ、グアヤキル、ラゴ・アグリオ、マンタ、サンクリストバル 国際: ボゴタ、リマ、パナマ・シティ、サンタ・クルス |
| LATAM エクアドル            | バルトラ、クエンカ、グアヤキル、サンクリストバル 国際: ボゴタ、リマ、マイアミ、サンティアゴ                                       |
| アエロリージョナル          | バルトラ、コカ、クエンカ、グアヤキル、ロハ、マカス、マチャラ、サンクリストバル                                                    |
| LATAM ペルー                | リマ |
| アビアンカ航空              | ボゴタ |
| ウィンゴ航空                | ボゴタ |
| アルゼンチン航空            | ブエノスアイレス |
| コパ航空                    | パナマシティ |
| アビアンカ・エルサルバドル  | サンサルバドル |
| アビアンカ・コスタリカ      | サンホセ |
| アエロメヒコ航空            | メキシコシティ |
| アメリカン航空              | マイアミ |
| デルタ航空                  | アトランタ |
| ユナイテッド航空            | ヒューストン |
| イベリア航空                | マドリッド |
| エア・ヨーロッパ (スペイン) | マドリッド |
| KLMオランダ航空             | アムステルダム |